# Holmenkollen

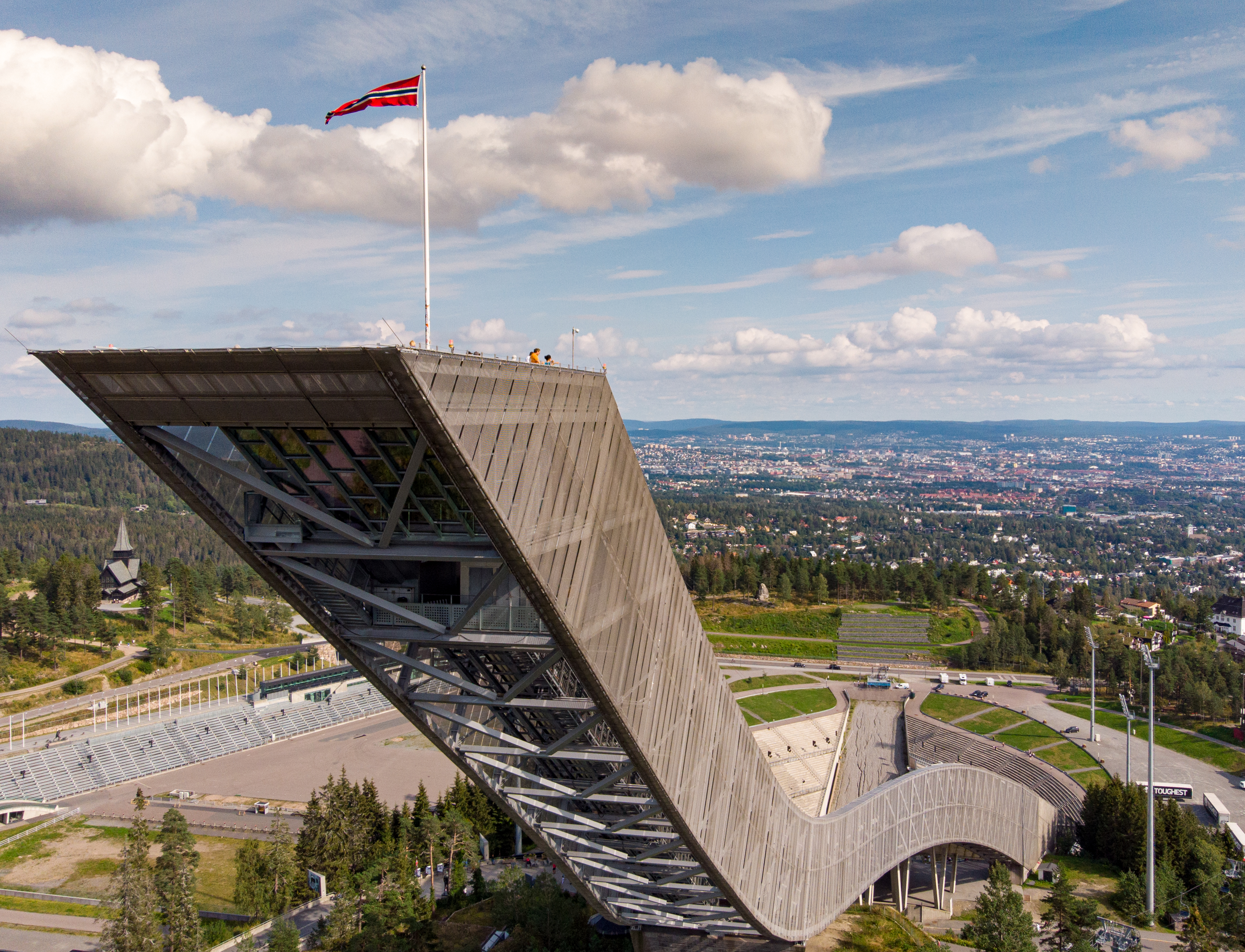
La plataforma de salto de esquí de Holmenkollen,.

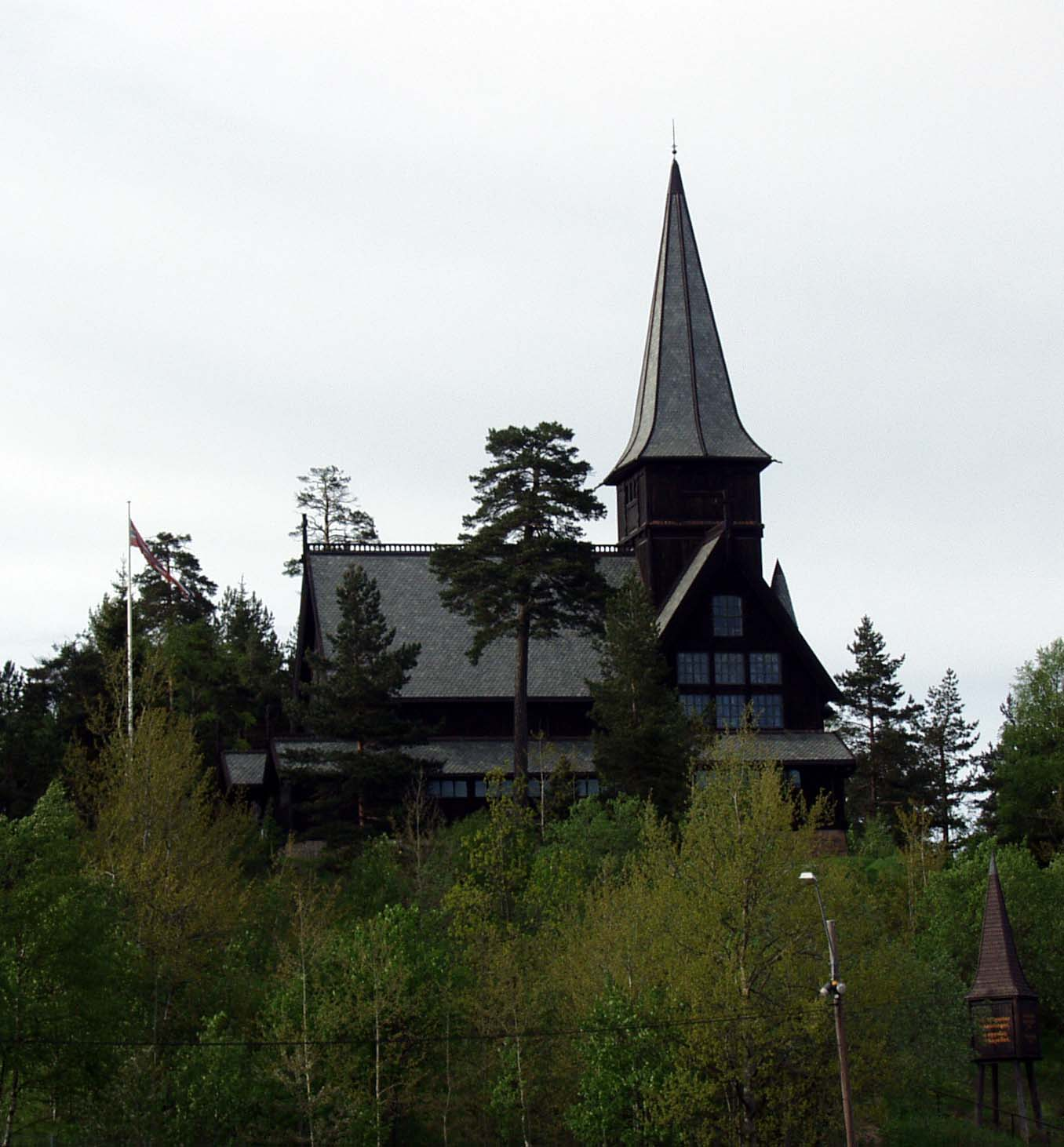
Capilla de Holmenkollen, en el fondo Oslo.

Holmenkollen es una zona montañosa en las afueras de Oslo, Noruega.
Ha sido un área recreativa de esquí desde finales del siglo XIX, con su famosa plataforma de salto de esquí, que alberga competiciones desde 1892. La Medalla Holmenkollen se otorga a los esquiadores más destacados en dicho centro.
Concretamente se encuentra en Vestre Aker, un barrio de Oslo, junto al barrio de Marka y los grandes bosques situados dentro de los límites de la ciudad.
En la noche del 22 de agosto de 1992, la capilla de Holmenkollen fue incendiada por Varg Vikernes, Øystein Aarseth y Bård Faust. Fue reconstruida y reabierta en 1996.
El área es servida por el ferrocarril suburbano Holmenkollbanen, que oficialmente forma parte del metro de Oslo. Las estaciones adecuadas son:
- Besserud
- Holmenkollen